# Paul Menard

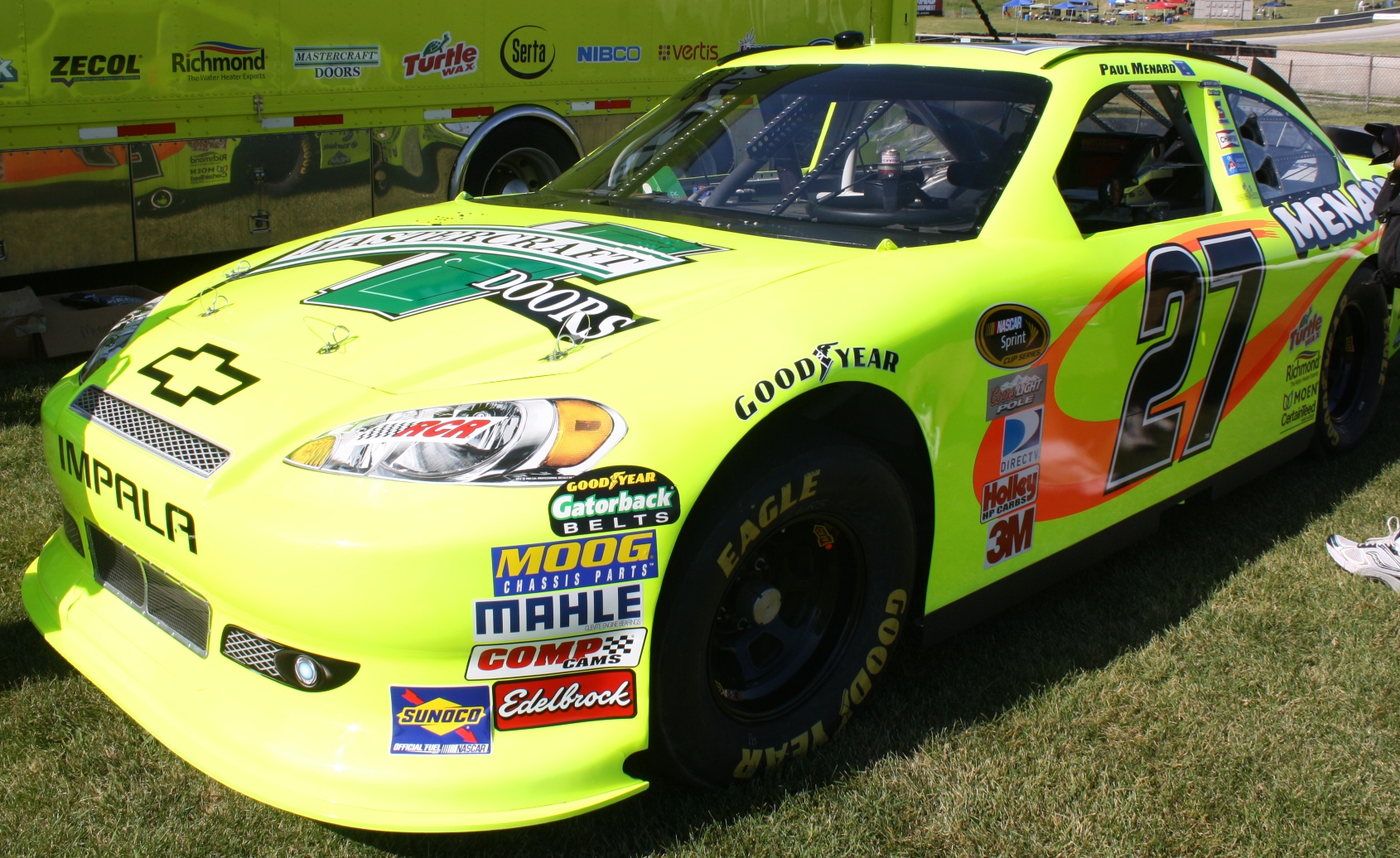
Menards Rennwagen der Saison 2012

John Paul Christian Menard (* 21. August 1980 in Eau Claire, Wisconsin) ist ein US-amerikanischer NASCAR-Rennfahrer.

## Leben
Menard wuchs in Eau Claire, Wisconsin auf. Sein Vater ist der US-amerikanische Unternehmer John Menard. Menard fuhr von 2011 bis 2017 den Menard’s Chevrolet mit der Startnummer 27 im Sprint Cup für Richard Childress Racing. Seinen Sieg in der Nationwide-Series erzielte er beim AT&T 250 im Jahr 2006. Paul Menard gewann sein bisher einziges Rennen im Sprint-Cup am 31. Juli 2011 beim Brickyard 400 auf dem Indianapolis Motor Speedway. Seit 2018 fährt er die #21 Ford Fusion der Wood Brothers, welche ab 2019 den Ford Mustang einsetzen.